# Liste der Bodendenkmäler in Teugn
Auf dieser Seite sind die Bodendenkmäler in der niederbayerischen Gemeinde Teugn zusammengestellt. Diese Tabelle ist eine Teilliste der Liste der Bodendenkmäler in Bayern. Grundlage ist die Bayerische Denkmalliste, die auf Basis des Bayerischen Denkmalschutzgesetzes vom 1. Oktober 1973 erstmals erstellt wurde und seither durch das Bayerische Landesamt für Denkmalpflege geführt wird. Die folgenden Angaben ersetzen nicht die rechtsverbindliche Auskunft der Denkmalschutzbehörde.

## Bodendenkmäler in Teugn
| Lage                  | Objekt | Akten-Nr.     | Bild |
| --------------------- | --- | ------------- | ---- |
| Bad Abbach (Standort) | Grabhügel vorgeschichtlicher Zeitstellung. | D-2-7037-0010 |      |
| Teugn (Standort)      | Siedlung vor- und frühgeschichtlicher Zeitstellung. | D-2-7037-0133 |      |
| Teugn (Standort)      | Siedlung vor- und frühgeschichtlicher Zeitstellung. | D-2-7037-0134 |      |
| Teugn (Standort)      | Siedlung des Neolithikums. | D-2-7038-0080 |      |
| Teugn (Standort)      | Siedlung des Neolithikums. | D-2-7038-0081 |      |
| Teugn (Standort)      | Siedlung des Neolithikums. | D-2-7038-0082 |      |
| Teugn (Standort)      | Siedlung vor- und frühgeschichtlicher Zeitstellung. | D-2-7038-0083 |      |
| Teugn (Standort)      | Siedlung allgemein neolithischer Zeitstellung, u. a. der Linear- und Stichbandkeramik. | D-2-7038-0084 |      |
| Teugn (Standort)      | Siedlung vor- und frühgeschichtlicher Zeitstellung. | D-2-7038-0085 |      |
| Teugn (Standort)      | Siedlung vor- und frühgeschichtlicher Zeitstellung. | D-2-7038-0086 |      |
| Teugn (Standort)      | Siedlung vor- und frühgeschichtlicher Zeitstellung. | D-2-7038-0087 |      |
| Teugn (Standort)      | Siedlung vor- und frühgeschichtlicher Zeitstellung. | D-2-7038-0088 |      |
| Teugn (Standort)      | Siedlung vor- und frühgeschichtlicher Zeitstellung. | D-2-7038-0089 |      |
| Teugn (Standort)      | Verebnete Grabhügel vorgeschichtlicher Zeitstellung. | D-2-7038-0090 |      |
| Teugn (Standort)      | Verebnetes Grabenwerk vor- und frühgeschichtlicher Zeitstellung. | D-2-7038-0093 |      |
| Teugn (Standort)      | Verebnete Grabhügel vorgeschichtlicher Zeitstellung. | D-2-7137-0199 |      |
| Bad Abbach (Standort) | Weitgehend verebnete Grabhügel vorgeschichtlicher Zeitstellung. | D-2-7138-0039 |      |
| Bad Abbach (Standort) | Siedlung vor- und frühgeschichtlicher Zeitstellung. | D-2-7138-0040 |      |
| Teugn (Standort)      | Grabhügel vorgeschichtlicher Zeitstellung. | D-2-7138-0131 |      |
| Teugn (Standort)      | Grabhügel vorgeschichtlicher Zeitstellung. | D-2-7138-0132 |      |
| Teugn (Standort)      | Siedlung des Neolithikums. | D-2-7138-0135 |      |
| Teugn (Standort)      | Siedlung der Linear- und Stichbandkeramik sowie der Gruppe Oberlauterbach. | D-2-7138-0136 |      |
| Teugn (Standort)      | Siedlung der Urnenfelderzeit. | D-2-7138-0137 |      |
| Teugn (Standort)      | Teilstücke einer Römerstraße. | D-2-7138-0138 |      |
| Teugn (Standort)      | Siedlung der Linearbandkeramik, der Bronze-, Urnenfelder-, Hallstatt- und späten Latènezeit, Villa rustica der mittleren römischen Kaiserzeit.                                                                                         | D-2-7138-0139 |      |
| Teugn (Standort)      | Siedlung der Linearbandkeramik, der Bronze- und Urnenfelderzeit, Bestattungsplatz der Urnenfelderzeit. | D-2-7138-0140 |      |
| Teugn (Standort)      | Siedlung der Münchshöfener Gruppe, der Michelsberger Kultur und der späten Bronze- oder älteren Urnenfelderzeit, Bestattungsplatz der Michelsberger Kultur.                                                                            | D-2-7138-0141 |      |
| Teugn (Standort)      | Siedlung vor- und frühgeschichtlicher Zeitstellung, Teilstück einer Römerstraße. | D-2-7138-0143 |      |
| Teugn (Standort)      | Siedlung vor- und frühgeschichtlicher Zeitstellung. | D-2-7138-0144 |      |
| Teugn (Standort)      | Siedlung der Linear- und Stichbandkeramik, der Münchshöfener Gruppe und der späten Latènezeit. | D-2-7138-0145 |      |
| Teugn (Standort)      | Freilandstation des Paläolithikums, Siedlung der Linear- und Stichbandkeramik sowie der Metallzeiten. | D-2-7138-0146 |      |
| Teugn (Standort)      | Siedlung vor- und frühgeschichtlicher Zeitstellung. | D-2-7138-0147 |      |
| Teugn (Standort)      | Siedlung vor- und frühgeschichtlicher Zeitstellung. | D-2-7138-0149 |      |
| Teugn (Standort)      | Siedlung vor- und frühgeschichtlicher Zeitstellung. | D-2-7138-0151 |      |
| Teugn (Standort)      | Verebnetes Grabenwerk vor- und frühgeschichtlicher Zeitstellung. | D-2-7138-0152 |      |
| Teugn (Standort)      | Siedlung des Neolithikums, der Urnenfelder- und Hallstattzeit, Bestattungsplatz der Hallstattzeit. | D-2-7138-0161 |      |
| Teugn (Standort)      | Siedlung der Latènezeit. | D-2-7138-0162 |      |
| Teugn (Standort)      | Siedlung des Neolithikums. | D-2-7138-0163 |      |
| Teugn (Standort)      | Siedlung der Latènezeit. | D-2-7138-0164 |      |
| Teugn (Standort)      | Untertägige mittelalterliche und frühneuzeitliche Befunde im Bereich der Kath. Pfarrkirche Mariä Himmelfahrt in Teugn, darunter die Spuren von Vorgängerbauten bzw. älteren Bauphasen sowie der aufgelassene historische Ortsfriedhof. | D-2-7138-0182 |      |
| Teugn (Standort)      | Station des Mittelpaläolithikums und des Mesolithikums. | D-2-7138-0230 |      |
| Teugn (Standort)      | Siedlung der Glockenbecherkultur und des Mittelalters. | D-2-7138-0233 |      |